# 津奈木町立赤崎小学校
津奈木町立赤崎小学校（つなぎちょうりつ あかさきしょうがっこう）は、熊本県葦北郡津奈木町にあった公立小学校。

## 概要

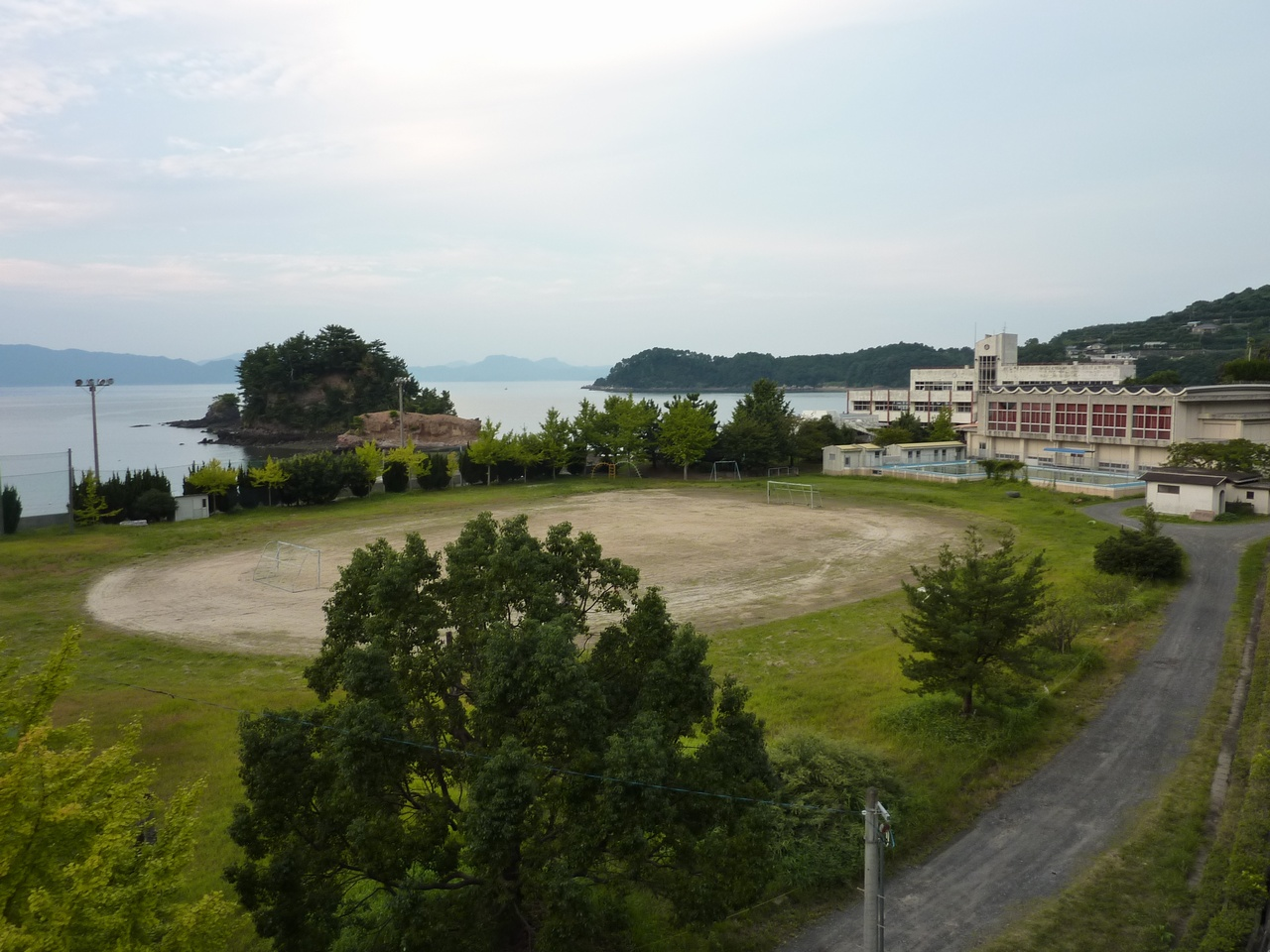
赤崎小学校の校庭と校舎

津奈木町立赤崎小学校は、熊本県津奈木町にある町立小学校であり、福浜奈木町に位置していた。廃校時まで使用していた校舎は、八代海の海上に位置していた。当校舎は、1976年に建設された。学校周辺を山に囲まれ、狭い敷地を有効利用するためであった。この海上の校舎は、テレビ番組にも取り上げられた。

## 沿革
- 1874年（明治7年）4月 - 創立[5]
- 1893年（明治26年）- 赤崎尋常小学校と改称
- 1918年（大正7年）- 水産補習学校を併設[5]
- 1941年（昭和16年）4月 - 赤崎国民学校と改称
- 1947年（昭和22年）4月 - 津奈木村立赤崎小学校と改称
- 1963年（昭和38年）4月 - 津奈木町立赤崎小学校と改称
- 2010年（平成22年）
  - 2月28日　- 閉校式が行われる[6]。
  - 3月24日 - 当校最後の卒業式が行われる[6]
  - 4月1日 - 津奈木町立津奈木小学校へ統合

## 学校行事
| - 4月 始業式・入学式 - 5月 - 6月 | - 7月 終業式 - 8月 - 9月 始業式 | - 10月 - 11月 - 12月 終業式 | - 1月 始業式 - 2月 - 3月 終業式・卒業式 |

## 通学区域
- 津奈木町
  - 日当、日添、辻[7]

## 進学先中学校
- 津奈木町立津奈木中学校

## 赤崎水曜日郵便局
2013年から2016年まで、つなぎ美術館が主催する住民参加型アートプロジェクト赤崎水曜日郵便局にて当校の校舎を赤崎水曜日郵便局の局舎に見立てていた。

## 交通
- 九州新幹線新水俣駅より7.8 km
- 肥薩おれんじ鉄道鉄道線津奈木駅より4.7 km